# Globozetes longipilus
Globozetes longipilus är en kvalsterart som beskrevs av Sellnick 1928. Globozetes longipilus ingår i släktet Globozetes och familjen Chamobatidae. Inga underarter finns listade i Catalogue of Life.